# NVe Cisne Branco (U-20)
El NVe Cisne Branco (U-20) es un velero de la Armada de Brasil, desempeña funciones diplomáticas y de relaciones públicas. Su misión es representar a Brasil en eventos internacionales de veleros, promover la mentalidad marítima en la sociedad y preservar las tradiciones marineras. En ocasiones se utiliza como buque de entrenamiento.
Realizó su viaje inaugural en una travesía conmemorativa de los “500 años del descubrimiento de Brasil” cruzando el Atlántico en la misma forma que lo hizo Pedro Álvarez Cabral en el año 1500.
Este velero es hermano del “Stad Amsterdam” de bandera holandesa, lanzado al mar el año 2000.
El buque fue construido en tiempo récord, de un año tres meses, con el propósito de permitir a Brasil participar con un velero en la histórica travesía conmemorativa de los 500 años de su descubrimiento.
El nombre del navío proviene de un verso de la música “Cisne Branco”, canción símbolo de la Marina de Brasil, conocida como la “Canción del Marinero”. Vale la pena mencionar que la palabra “Cisne”, en simbología heráldica significa “Feliz travesía y buen augurio”.
El Cisne Branco es el tercer navío de la Armada de Brasil que lleva ese nombre.

## Historia de servicio
En 2022 el Cisne Branco formó parte de la revista naval realizada en la bahía de Guanabara (Río de Janeiro) por motivo del Bicentenario de Brasil junto a otras naves nacionales y extranjeras.

## Galería

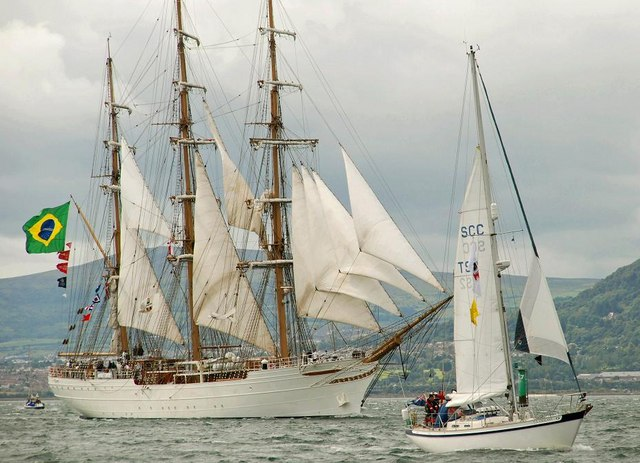
Navegando
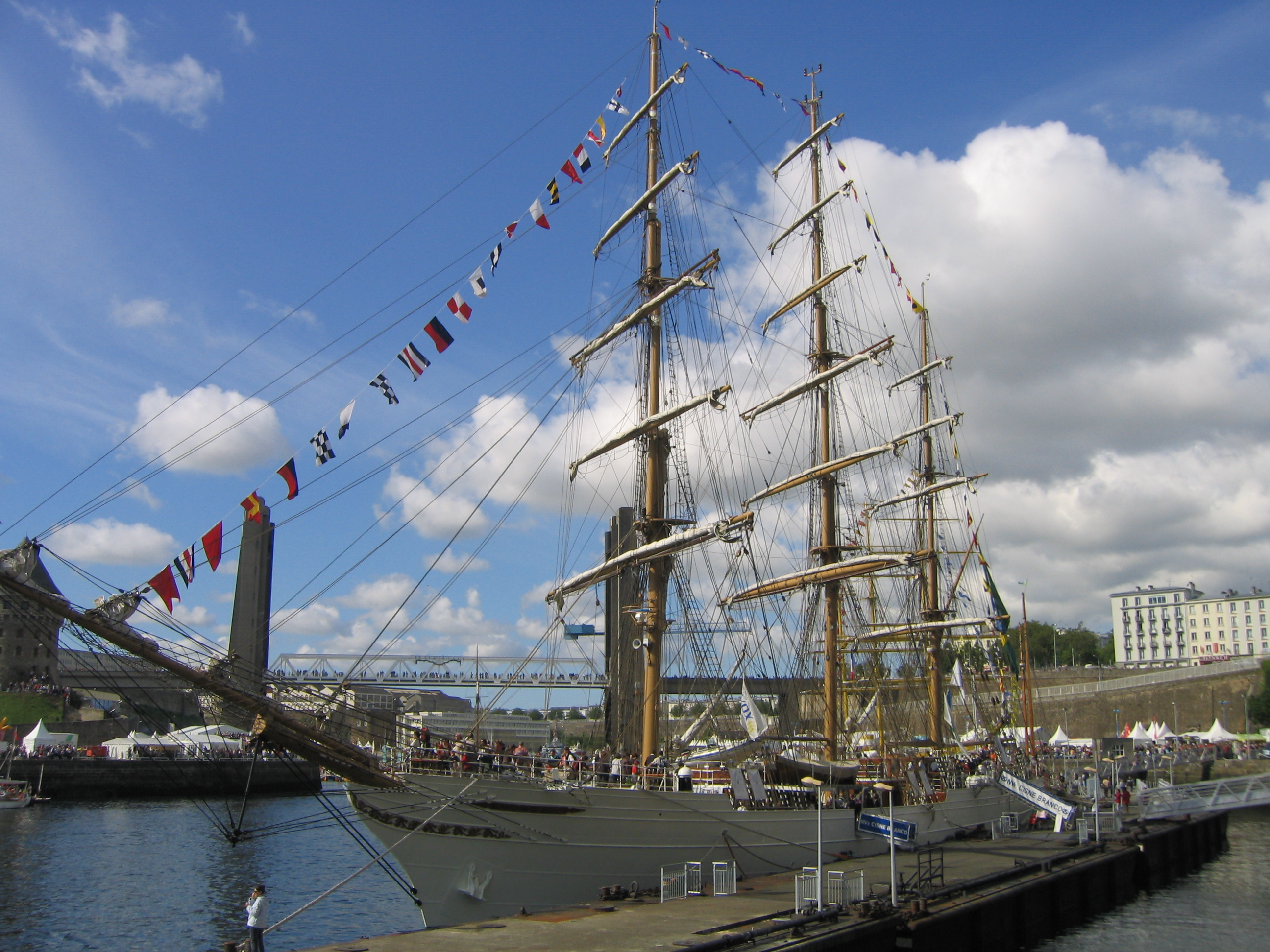
Anclado en Brest, Francia
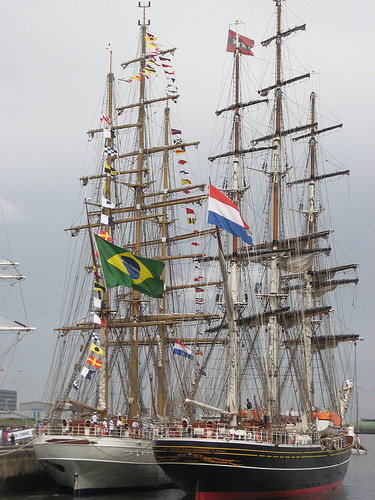
El Cisne Branco y su velero gemelo "Stad Amisterdam"
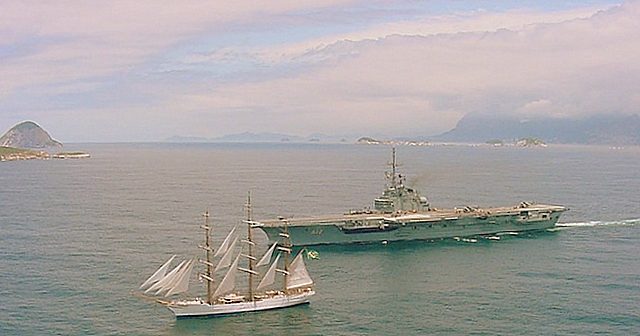
Navegando junto al portaaviones São Paulo de la Armada de Brasil
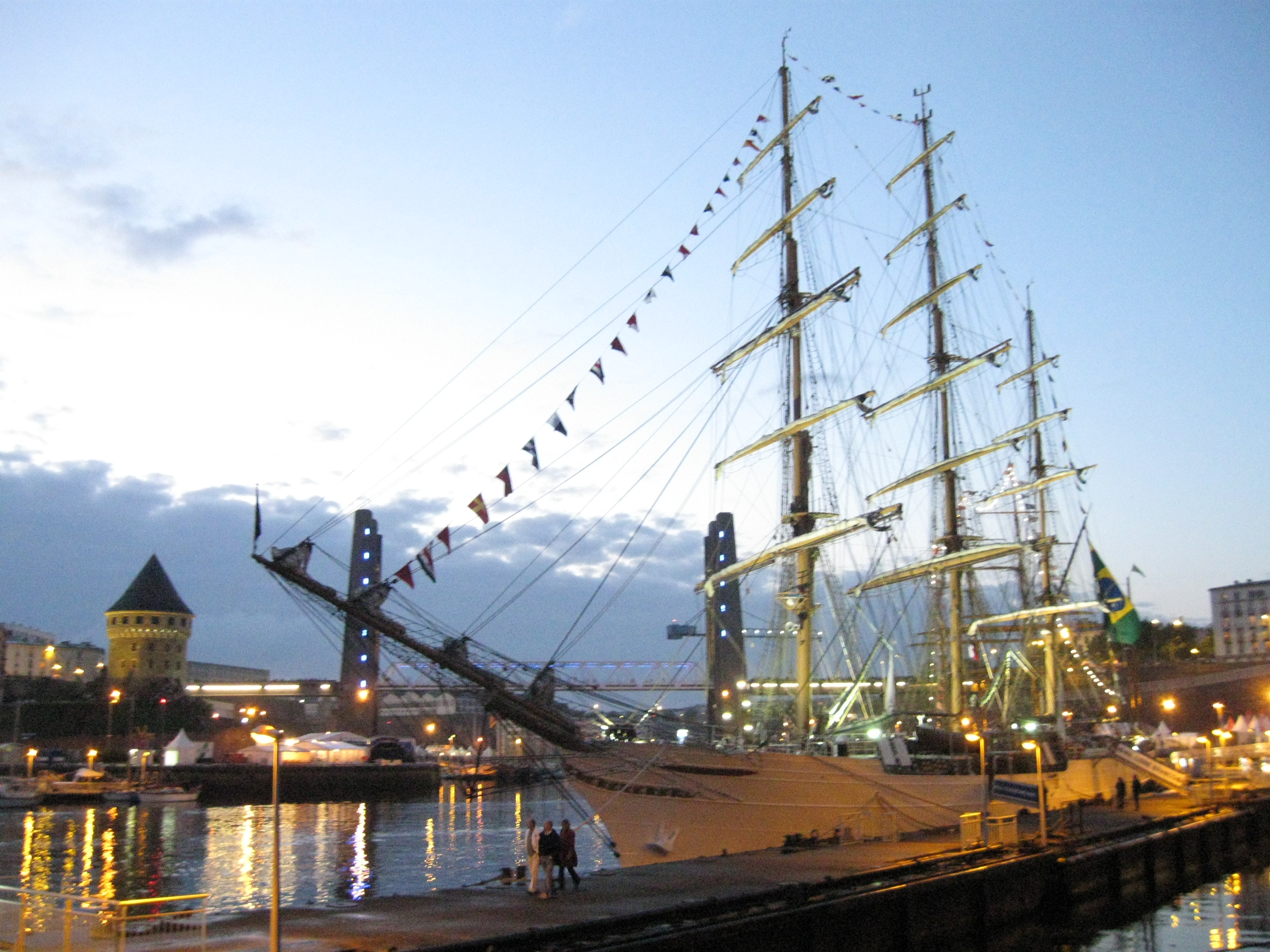
Anclado en el puerto de Brest en 2008
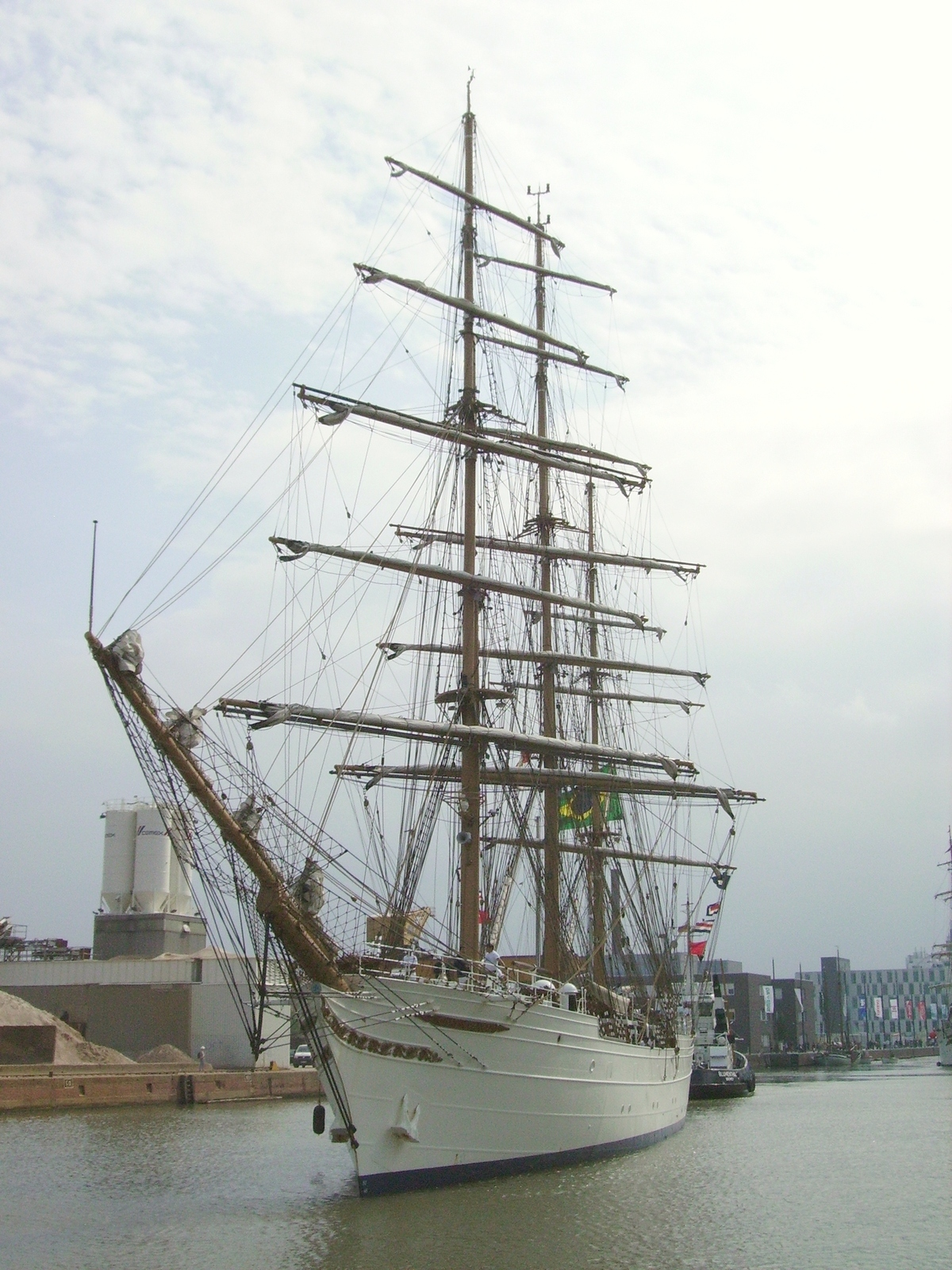
Entrando al puerto de Bremerhaven, Alemania